# (3663) Tisserand
(3663) Tisserand est un astéroïde de la ceinture principale.

## Description
(3663) Tisserand est un astéroïde de la ceinture principale. Il fut découvert par Edward L. G. Bowell le 15 avril 1985 à Flagstaff (Observatoire Lowell). Il présente une orbite caractérisée par un demi-grand axe de 3,15 UA, une excentricité de 0,17 et une inclinaison de 3,09° par rapport à l'écliptique.
Il fut nommé en hommage à l'astronome français Félix Tisserand (1845-1896) qui donna son nom au paramètre de Tisserand.

## Compléments